# École nationale supérieure de techniques avancées
École nationale supérieure de techniques avancées (ENSTA) – prestiżowa francuska szkoła inżynierska. Założona w 1741 roku, jest najstarszą "grande école" we Francji. Znajduje się w Palaiseau, w południowej części Paryża, na kampusie Paris-Saclay, jest jednym z wydziałów składowych Politechniki Paryskiej. Każdego roku szkołę kończy około 180 inżynierów.
ENSTA zapewnia ogólne szkolenie inżynierskie dla swoich studentów.

## Słynni absolwenci
- Pierre Karleskind, francuski polityk, inżynier i samorządowiec, wiceprzewodniczący rady regionalnej Bretanii, deputowany do Parlamentu Europejskiego IX kadencji
- Virginie Rozière, francuska polityk i urzędniczka państwowa, posłanka do Parlamentu Europejskiego VIII kadencji